# Sphecodes pectoralis
Sphecodes pectoralis är en biart som beskrevs av Morawitz 1876. Sphecodes pectoralis ingår i släktet blodbin, och familjen vägbin. Inga underarter finns listade i Catalogue of Life.